# ХК Алмтуна
ХК Алмтуна (швед. Almtuna IS) професионални је шведски клуб хокеја на леду из града Упсале. Тренутно се такмичи у HockeyAllsvenskan лиги, другом рангу професионалног клупског такмичења у Шведској. 
Утакмице на домаћем терену клуб игра на леду Металотервининг арене капацитета 2.800 места. Боје клуба су црвена и бела.
Клуб је основан 1932. године као део истоименог спортског друштва које је чинио фудбалски, стонотениски и бенди тим, док је хокејашка секција са радом почела 1947. године. Током 1980-их хокејашка секција се издвојила из спортског друштва и делује као засебан спортски колектив. Иако је екипа у једном наврату играла квалификације за пласман у елитну лигу, клуб никада није заиграо у најјачој лиги Шведске.
У периоду између 1987. и 2000. клуб се такмичио под званичним именом Упсала АИС (швед. Uppsala AIS).

## Култни играчи
Статус култног играча клуба има Јохан Бергрен чији дрес са бројем 11 је повучен из званичне употребе. 
- #11  Јохан Бергрен (Н)